# 铁山坪站
铁山坪站位于中华人民共和国重庆市江北区铁山坪街道，是重庆轨道交通4号线车站，车站编号4/10。

## 结构
铁山坪站为地下侧式车站。